# Aczemez Goczijajew

Aczemez Goczijajew

Aczemez Goczijajew (ur. 28 września 1970 w Karaczajewsku) – obywatel Federacji Rosyjskiej, mieszkaniec Karaczajo-Czerkiesji, oskarżany o terroryzm. 
We wrześniu 1999 został oskarżony przez FSB o zaplanowanie zamachów na budynki mieszkalne w Moskwie, co było jedną z głównych przyczyn rozpoczęcia tzw. II wojny czeczeńskiej.
Po wydarzeniach w Moskwie Goczijajew opuścił miasto i powrócił do Republiki Karaczajsko-Czerkieskiej, gdzie ukrywa się do dziś.
Podstawą oskarżenia Goczijajewa o zamachy jest fakt, iż wynajął on pomieszczenia piwniczne, w których, po pewnym czasie, nastąpiły eksplozje ładunków wybuchowych (9 września eksplodował magazyn na Gurianowa, następnie 13 września budynek przy Szosie Kaszyrskiej).
Wersję tę zdecydowanie obalają autorzy książki Wysadzić Rosję, Aleksandr Litwinienko i Jurij Felsztinski. Poprzez kontakty m.in. z samym Goczijajewem oraz niższymi urzędnikami FSB (Jusufem Ibragimowiczem oraz Timurem Batczajewem – ukrywającymi się do dziś poza Rosją) ustalili, że zamachy zorganizowała Federalna Służba Bezpieczeństwa.
W książce zamieszczone są oświadczenia Goczijajewa z 2002 oraz 2005 roku. Opowiedziane są w nich kulisy poprzedzających wybuchy zdarzeń. Goczijajew pisze, iż w lecie 1999 przybył do niego przyjaciel ze szkolnych czasów – Dyszekow Ramazan proponując wspólny interes związany z dystrybucją produktów spożywczych. Po kilku udanych transakcjach Ramazan poprosił Goczijajewa o wynajem budynków piwnicznych w południowej Moskwie argumentując to jako dobre miejsca sprzedaży artykułów. Goczijajew zlecił zadanie pracownikowi swojej, specjalizującej się w branży budowniczej, firmy „Kapstoj-2000” – Czinczikowi Raulowi. W tych właśnie budynkach nastąpiły później eksplozje ładunków wybuchowych, o które został oskarżony sam Goczijajew.
Według Goczijajewa była to prowokacja Dyszekowa Ramazana, który jako tajny pracownik FSB zaplanował całą akcję. W 1999 nikt nie podejrzewał Ramazana o kontakty z Federalną Służbą Bezpieczeństwa. Dowodem na tę tezę jest fakt, iż zamieszany w sprawę Czinczikow Raul został, w tajemniczych okolicznościach, zamordowany zaraz po wrześniowych zamachach. Goczijajew poinformował o całej sprawie milicję oraz odpowiednie służby, po czym wyjechał do Republiki Karaczajsko-Czerkieskiej, gdzie ukrywa się do dziś.
Siostra Goczijajewa została dotkliwie pobita i zastraszana przez FSB, jako że nie chciała publicznie oświadczyć, iż jej brat Aczemez Goczijajew jest „chory psychicznie oraz zdolny do takich czynów jak te z września”.
Federalna Służba Bezpieczeństwa uznała Goczijajewa za Czeczena, mimo że sam zainteresowany oświadcza, iż nigdy nie mieszkał w Czeczenii. Tajne służby rosyjskie próbują połączyć te zamachy z odwetem za nieudaną akcję w Dagestanie, gdzie w pierwszej połowie 1999 działania militarne przeprowadzał Szamil Basajew oraz Chattab. Dowodem na współudział w całej sprawie Godzijajewa są według FSB zdjęcia opublikowane na oficjalnej stronie internetowej służb, gdzie Goczijajew występuje obok Chattaba.
Jurij Felsztinski oraz Aleksandr Litwinienko poddali fotografie przesłane przez Goczijajewa (załącznik do sprawozdań) oraz te zamieszczone w internecie przez FSB badaniom specjalisty – Geoffreya Johna Oxleya. Stwierdził on, iż zdjęcia znajdujące się na stronie internetowej służb specjalnych zostały poddane obróbce cyfrowej i nie mogą stanowić dowodu, jako niewiarygodne w sensie kryminalistycznym.
Goczijajew jest z pochodzenia Karaczajem.